# Vivian Heisen
Vivian Heisen (nació el 27 de diciembre de 1993) es una tenista alemana.
Heisen tiene un ranking de individuales WTA más alto de su carrera, n.º 328, logrado el 23 de octubre de 2017. También tiene un ranking WTA más alto de su carrera, n.º 99 en dobles, logrado el 25 de octubre de 2021.
Heisen hizo su debut en el cuadro principal de la WTA en el torneo de Rabat en 2019, en la modalidad de dobles.

## Títulos WTA (0; 0+0)

### Dobles (0)
| Leyenda                    |
| Grand Slam (0)             |
| Juegos Olímpicos (0)       |
| WTA Tour Championships (0) |
| WTA 1000 (0)               |
| WTA 500 (0)                |
| WTA 250 (0)                |

#### Finalista (1)
| N.º | Fecha               | Torneo | Superficie | Pareja        | Oponentes en la final             | Resultado        |
| --- | ------------------- | ------ | ---------- | ------------- | --------------------------------- | ---------------- |
| 1.  | 15 de enero de 2022 | Sídney | Dura       | Panna Udvardy | Anna Danilina Beatriz Haddad Maia | 6-4, 5-7, [8-10] |

## Títulos WTA 125s

### Dobles (1–1)
| Resultado | Fecha              | Torneos   | Superficie    | Pareja         | Oponentes                     | Resultado        |
| --------- | ------------------ | --------- | ------------- | -------------- | ----------------------------- | ---------------- |
| Finalista | 2 de abril de 2022 | Marbella  | Tierra batida | Katarzyna Kawa | Irina Bara Ekaterine Gorgodze | 4-6, 6-3, [6-10] |
| Campeona  | 21 de mayo de 2023 | Florencia | Tierra batida | Ingrid Neel    | Asia Muhammad Giuliana Olmos  | 1-6, 6-2, [10-8] |